# 伊塔廷加
伊塔廷加是巴西圣保罗州的一个市镇。总面积979.872平方公里，总人口19085人，人口密度19.5人/平方公里。